# Kunsthalle Bremen

Logo der Kunsthalle Bremen

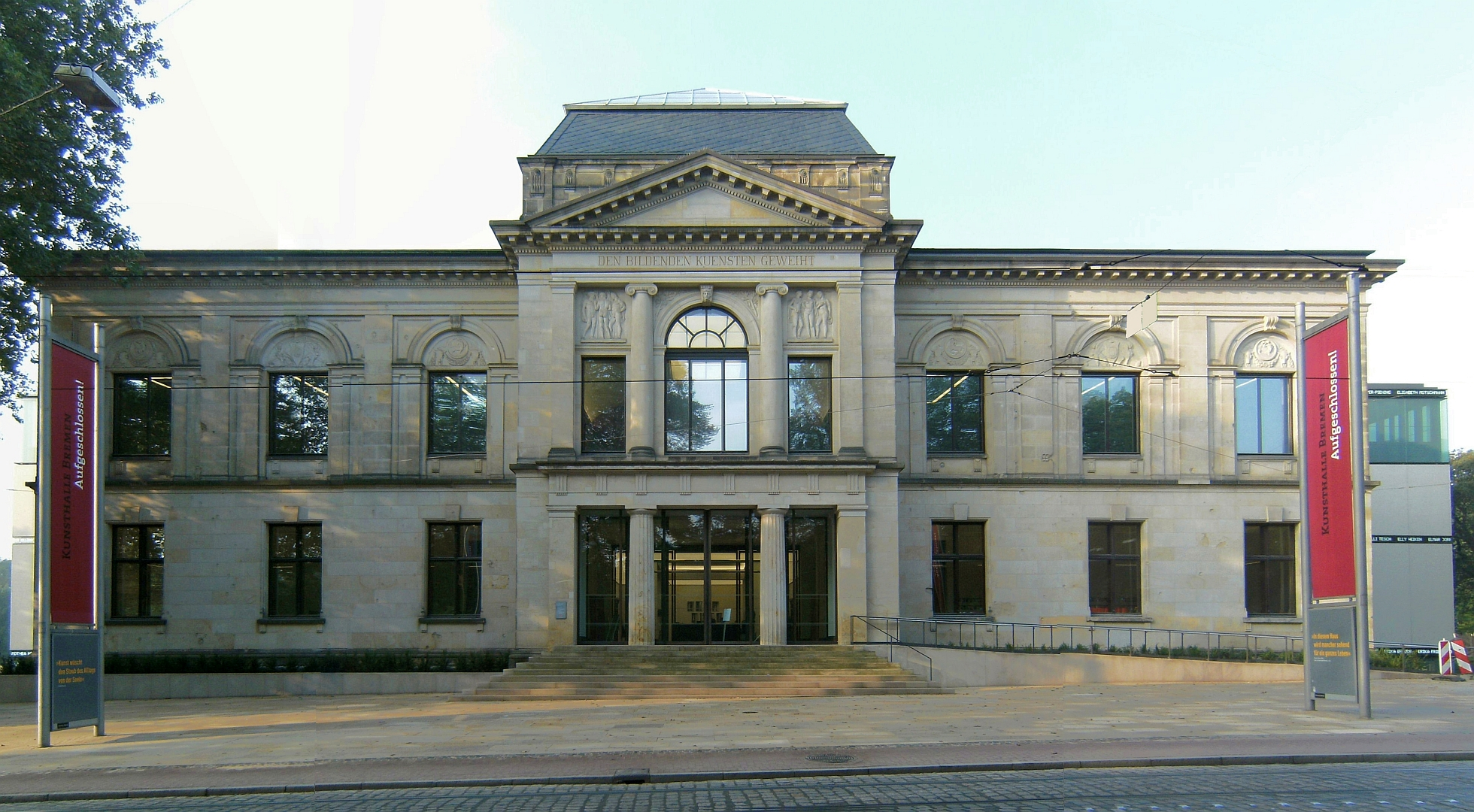
Kunsthalle Bremen, Am Wall 207, im August 2011

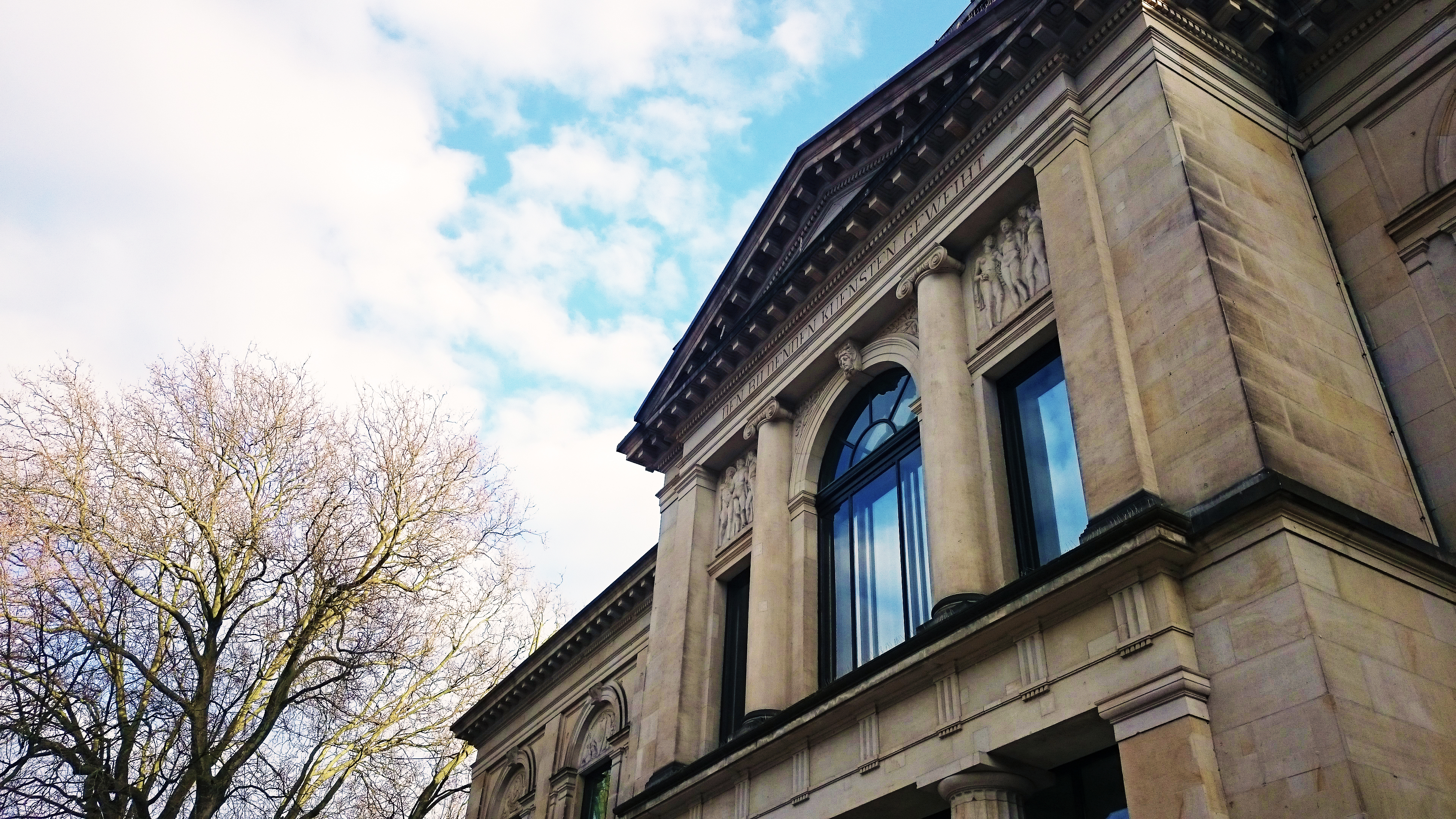
Risalit der Kunsthalle Bremen, im April 2016

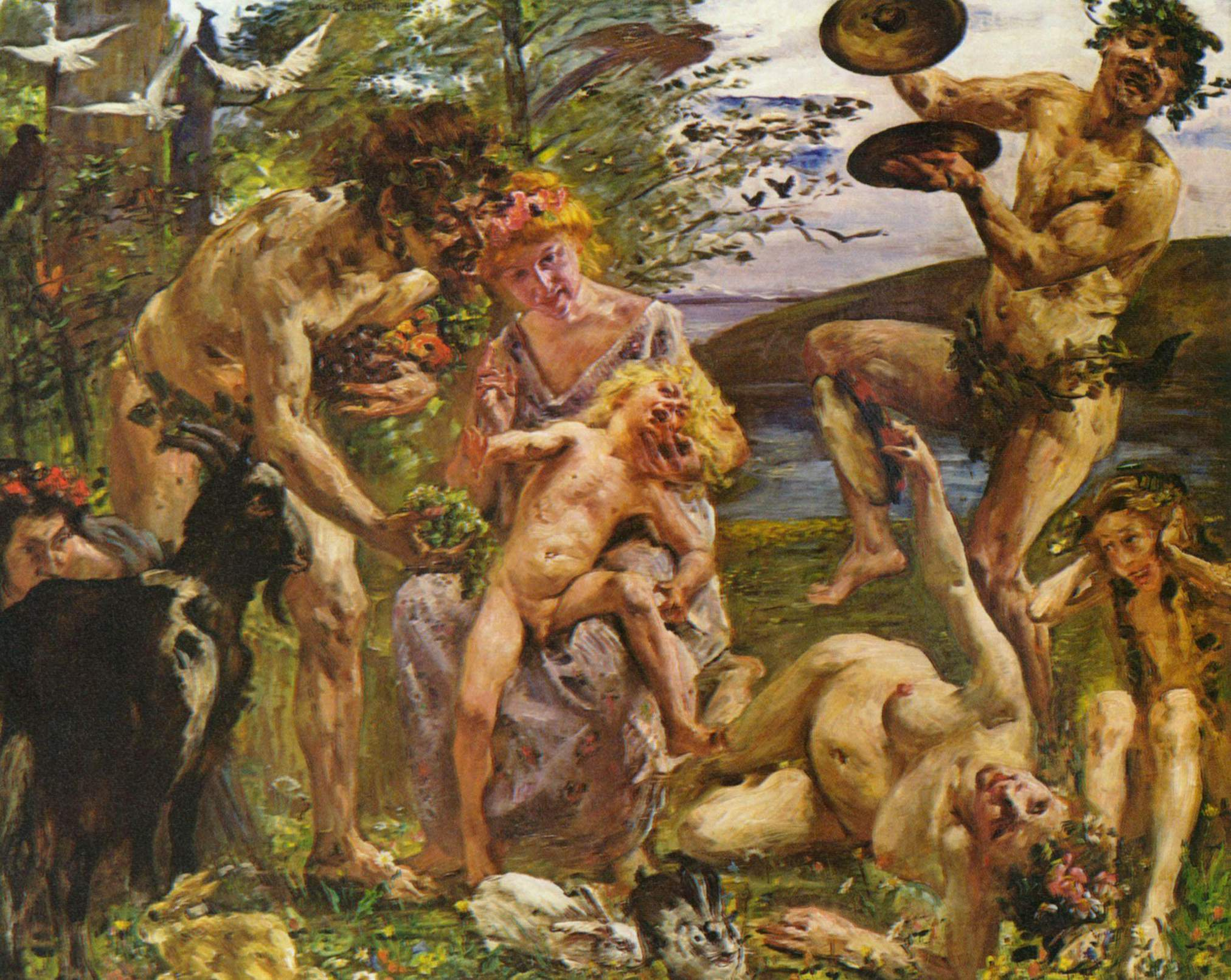
Die Jugend des Zeus (1905)
Lovis Corinth

Die Kunsthalle Bremen ist ein bedeutendes deutsches Kunstmuseum, das sich durch wechselnde Ausstellungen ein hohes Ansehen erworben hat. Das Museum liegt in unmittelbarer Nähe zur Bremer Altstadt in den Wallanlagen an der „Kulturmeile“. Träger ist der gemeinnützige Kunstverein in Bremen – die Kunsthalle Bremen ist damit das einzige Museum in Deutschland mit einer umfangreichen Kunstsammlung des 14. bis 21. Jahrhunderts, das bis heute in privater Trägerschaft ist. Das Gebäude steht seit 1977 unter Denkmalschutz.

## Geschichte des Kunstvereins
Eine Gruppe von zunächst 34 kunstinteressierten Kaufleuten um den Senator Hieronymus Klugkist gründete 1823 den Kunstverein in Bremen mit dem Ziel „den Sinn für das Schöne zu verbreiten und auszubilden“, wobei man sich auf die bildende Kunst beschränken wollte. Durch Unterzeichnung von Aktien erwarb man schon kurz nach der Gründung Handzeichnungen und Druckgraphik einer bedeutenden Bremer Sammlung, wohl auch um zu verhindern, dass sie der Stadt verloren gingen. Die Zahl der Mitglieder war zunächst auf 50 begrenzt, wuchs dann nach Aufhebung der Begrenzung 1843 innerhalb von drei Jahren auf 575 Personen.
Die ersten 20 Jahre der Vereinstätigkeit bezogen auch öffentliche Kunstausstellungen ein, aus deren Verkaufserlösen die Geschäftstätigkeit und das Erwerben von Kunstwerken finanziell gesichert wurden. Ab 1843 wurden die Ausstellungen in Gemeinschaft mit den Kunstvereinen in Hannover, Lübeck, Greifswald und Rostock organisiert, eine Strategie, die fortgeführt wird durch intensive Kontakte zu den Kunstvereinen beziehungsweise den Freundeskreisen der Museen in Hamburg, Hannover, Stuttgart und weiteren Städten. Mit diesen Häusern stimmt man sich auch in Ausstellungsprojekten ab.
Der Kunstverein in Bremen ist bis heute der alleinige Träger der Kunsthalle Bremen und zählt inzwischen rund 9000 Mitglieder. Unter dem Vorsitz von Georg Abegg wurde das Gebäude sowohl im Inneren umgebaut (1998 eröffnet) als auch mit seitlich flankierenden Anbauten des Berliner Architekturbüros Hufnagel Pütz Rafaelian erweitert (Bauzeit 2008–2011). Seit Oktober 2020 steht Nicole Lamotte als erste Vorsitzerin dem Kunstverein vor.

### Das Gebäude von 1849

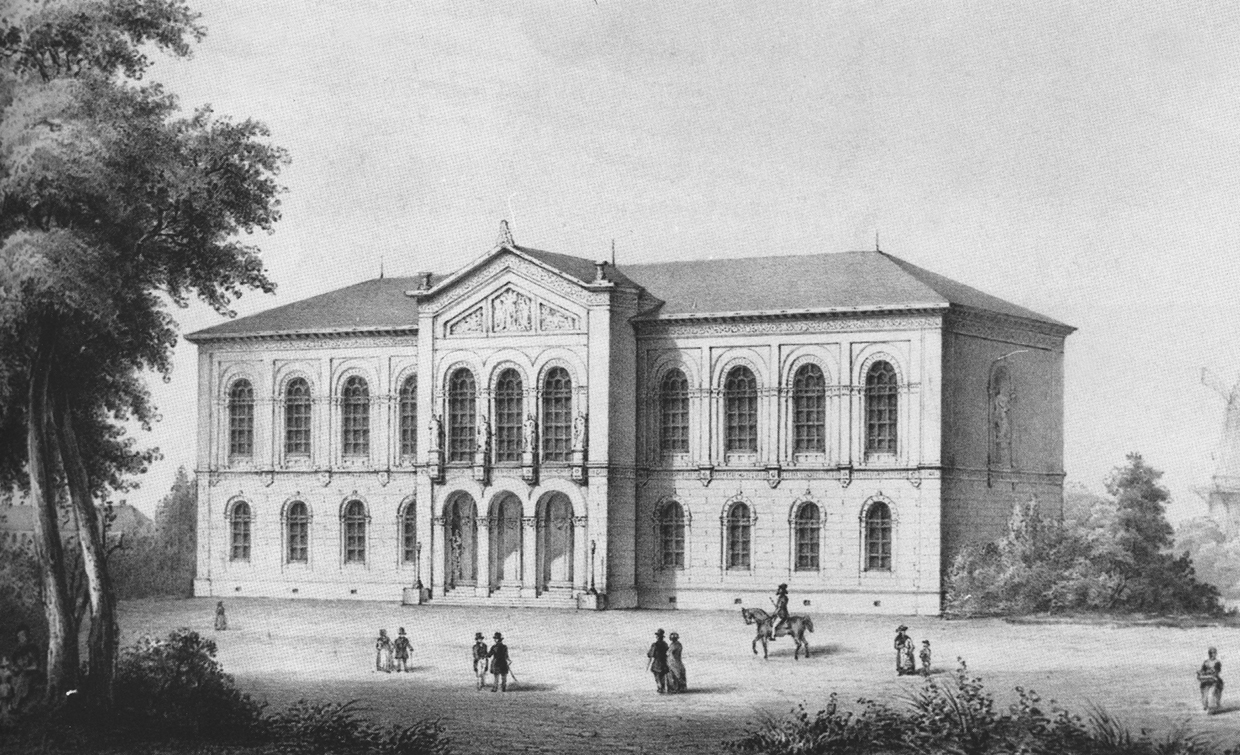
Lithografie der Bremer Kunsthalle von Johann Bremermann aus dem Jahr 1849

Durch Stiftungen zahlreicher Mäzene unterstützt, konnte der Verein nach der Grundsteinlegung im Juli 1847 bereits am 1. Mai 1849 die von Lüder Rutenberg gebaute Kunsthalle am Ostertor feierlich eröffnen und hatte damit als erster Kunstverein in Deutschland ein eigenes selbst finanziertes Gebäude und zugleich das erste eigenständige für eine bürgerliche Sammlung. Während die Sammlungen weitgehend Eigentum des Kunstvereins waren, blieb das Grundstück im Besitz der Stadt. Die vier Steinfiguren von Raphael, Michelangelo, Dürer und Rubens über dem Eingangsbereich schuf der Bildhauer Adolph Steinhäuser (1825–1858).

### Erweiterungsbau 1902
Nach einem Wettbewerb unter Bremer Architekten für einen dringend erforderlichen Erweiterungsbau beauftragte man 1898 letztlich zwei Architekten einen gemeinsamen Entwurf vorzulegen: Albert Dunkel für den inneren Ausbau, Eduard Gildemeister für die monumentale Sandstein-fassade, deren Schmuck von namhaften Bildhauern (wie Georg Roemer und Georg Wrba) gestaltet wurde. Die Fundamentierungsarbeiten wurden Ende 1899 begonnen und am 15. Februar 1902 fand die feierliche Eröffnung statt. Die Fassade wurde 1904 vollendet.
Auch der Erweiterungsbau wurde durch Stiftungen finanziert. Die größten Einzelbeträge kamen von dem langjährigen Vorsitzenden des Vereins, dem Kaufmann Carl Schütte, der insgesamt 400.000 Taler stiftete, sowie Joseph Johannes Arnold Hachez und Hermann Melchers, die jeweils 100.000 Taler schenkten.

### Folgen des Zweiten Weltkrieges

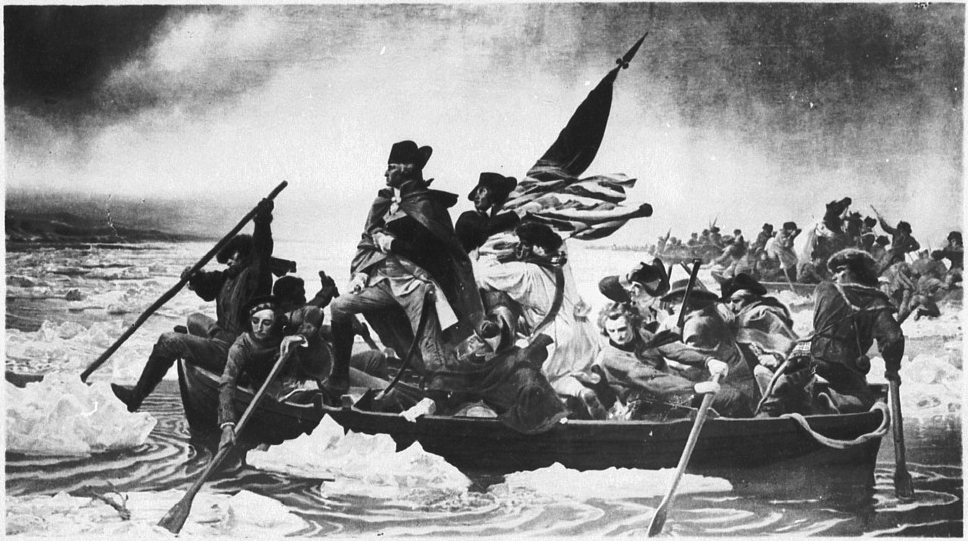
Washington Crossing the Delaware (1849–1850),
Emanuel Leutze

Die Kunsthalle wurde kurz nach Ausbruch des Krieges aus Angst vor Luftangriffen geschlossen. Die Bilder wurden zunächst im Keller gelagert, der zum Bunker ausgebaut worden war. In der Nacht zum 5. September 1942 wurde die Kunsthalle von einer Brandbombe getroffen, die das Treppenhaus und sechs Säle im Obergeschoss zerstörte. Dabei verbrannte auch Emanuel Leutzes berühmtes Historiengemälde Washington überquert den Delaware, das wegen seiner Größe nicht ins Depot hatte gebracht werden können (eine zweite Fassung hängt im Metropolitan Museum of Art).
Nach diesem schweren Schaden sicherte man große Teile der Sammlung in Schutzräumen unter der Bremer Landesbank und der Norddeutschen Kreditbank, heute das Gebäude von Peek und Cloppenburg/Tchibo. Schließlich verfügte Bürgermeister Böhmcker, dass die Sammlung außerhalb der Stadt in Sicherheit gebracht werden sollte, wogegen Waldmann sich lange wehrte, es aber letztlich nicht verhindern konnte. So begann man 1943 mit dem Abtransport der Kunstwerke an vier verschiedene Orte: Die Gemälde, Zeichnungen und graphischen Blätter kamen teils in die Mark Brandenburg auf Schloss Karnzow des Grafen Königsmarck bei Kyritz, teils auf Schloss Neumühle des Grafen von der Schulenburg im Kreis Salzwedel und auf Schloss Schwöbber bei Hameln. Die Skulpturen brachte man in die Bückeburger Fürstengruft.
Schloss Karnzow, wohin 50 Gemälde, 1715 Zeichnungen und rund 3000 Blatt Druckgraphik ausgelagert waren, wurde ab Mai 1945 von sowjetischen Truppen auf der Rückkehr in die Heimat als Standquartier in Anspruch genommen und dabei geplündert. Den sowjetischen Truppen wurde dabei auch das Versteck der bremischen Kunstwerke verraten, mit der Folge, dass die darin verwahrten Kunstwerke mehr oder minder dem Zugriff von jedermann offenstanden. Auch von in der Nachbarschaft wohnenden Deutschen wurde vieles gestohlen, was insofern ein Glücksfall war, als es dem Berliner Bildhauer Kurt Reutti, dem Leiter des von ihm selbst dafür eingerichteten Referats beim Magistrat in Berlin, mittels intensiver Nachforschungen gelang, zumindest einen Teil dieser von Deutschen gestohlenen und auf dem Schwarzmarkt auftauchenden Werke zurückzuverlangen.
Die Verluste der Kunsthalle Bremen zählen neben denen der Stiftung Preußischer Kulturbesitz und der Dresdner Kunstsammlungen zu den größten eines deutschen Museums.

### Baldin-Sammlung
Der sowjetische Offizier Viktor Baldin entdeckte 1945 im Keller des brandenburgischen Schlosses Kartzow die ausgelagerten Kunstwerke aus Bremen. Um sie vor der Zerstörung zu schützen, packte er die Zeichnungen von Rembrandt, Tizian, Rubens, Goya, Vincent van Gogh und Édouard Manet in einen Koffer und tauschte nach eigenen Angaben auf dem Rückweg in die Sowjetunion weitere Blätter bei seinen Kameraden ein.
Im Herbst 1989 erschien Victor Baldin – er war 25 Jahre lang Direktor des Moskauer Architektur-Museums (seit 1963) – in der Bremer Kunsthalle und berichtete dem Direktor sowie dem Vorsitzer des Kunstvereins, er habe seinerzeit zwei Gemälde und 362 Zeichnungen aus Schloss Kartzow mitgenommen und sie dem staatlichen „Forschungs- und Wissenschaftsmuseum für Architektur A. V. Schtschusev“ in der Sowjetunion zur Aufbewahrung übergeben. In den folgenden Jahren habe er sich immer wieder um die Rückgabe der Kunstwerke an den Kunstverein als den rechtmäßigen Eigentümer bemüht, und zwar durch Eingaben bis an die höchsten Stellen der UdSSR, jedoch ohne Erfolg. Das gesamte Thema der „Beutekunst“ aus Deutschland war tabu.
1995 wurde die mittlerweile nach ihm benannte Sammlung in der Eremitage in St. Petersburg gezeigt. Im Februar 2003 hat der damalige russische Kulturminister, nach einem förmlichen Antrag des Kunstvereins im Jahre 2000, eine schriftliche Rückgabe-Zusage gegeben. Die Duma hat aber bisher, obwohl die Baldin-Sammlung nicht unter das eigentliche Beutekunstgesetz fällt, eine Rückgabe verweigert.

### Wiederaufbau nach 1945
In der Nachkriegszeit waren die äußeren Bedingungen für die Museumstätigkeit äußerst schwierig. Die US-Amerikaner hatten 1947/1948 das Amerika-Haus in der Kunsthalle einquartiert und belegten dort das Kupferstichkabinett und das Direktionszimmer. Obwohl das Gebäude wegen der Kriegsschäden zum großen Teil unbenutzbar war, gelang es Busch im Zusammenwirken mit dem Vorstand des Kunstvereins, ab 1946 Wechselausstellungen zu veranstalten und den Betrieb der Kunsthalle allmählich wieder aufzunehmen.
Zum 125-jährigen Jubiläum des Kunstvereins konnten 1948 im Obergeschoss wieder zehn Räume der Öffentlichkeit übergeben werden, Ende 1951 waren alle Säle im Obergeschoss wieder benutzbar.

### Instandsetzung 1961
Im Jahre 1961 wurde eine umfangreiche Instandsetzung durchgeführt, bei der die schweren Kriegsschäden behoben und das Treppenhaus und die Eingangsfront im Stil der Zeit modernisiert wurden.

### Erweiterungsbau 1982
Der im Jahr 1982 fertiggestellte Erweiterungsbau (Architekt Werner Düttmann, Berlin) verursachte einen Eklat: Entgegen den Plänen, nach denen eine Fassade aus Sandstein genehmigt worden war, wurde eine rote Klinkerfassade errichtet, die im Laufe der Zeit begrünt wurde.

### Renovierung 1990–1992
1990–1992 gelang es dem Kunstverein und Direktor Salzmann in einem ersten Renovierungsprojekt, die Finanzierung für die Sanierung der Werkstätten, Depots und des Kupferstichkabinetts des baulich und funktional überalterten Hauses zu sichern. Mit 3 Mio. DM brachten private Spender fast die Hälfte der veranschlagten Baukosten auf, der andere Teil wurde durch Bremen und die Stiftung Wohnliche Stadt zur Verfügung gestellt.

### Renovierung 1996–1998
In den Jahren 1996 bis 1998 wurde unter dem Vorsitzer Georg Abegg und Direktor Wulf Herzogenrath die dringliche Erneuerung der Kunsthalle fortgesetzt; dringlich, weil die Ausstellungssäle in einem schlechten Zustand waren, die Lichtverhältnisse den Anforderungen nicht mehr entsprachen und die Klimawerte die international gültigen Standards nicht erreichen konnten.
Das innerhalb des Kunstvereins 1995 gegründete Kuratorium „Rettet die Kunsthalle“ unter der Führung des Kaufmanns und stellvertretenden Vorsitzenden Dieter Harald Berghöfer erreichte, dass Bremer Stifter und Mäzene innerhalb eines Jahres 7 Millionen DM spendeten, ein Drittel der kalkulierten Baukosten. Das Land Bremen und die Bundesrepublik wollten dieser privaten Leistung nicht nachstehen und sicherten gemeinsam die weiteren zwei Drittel. Durch unerwartete Schwierigkeiten mit der Bausubstanz stiegen die Baukosten letztlich aber auf fast 25 Millionen DM und auch diese Mehrkosten wurden allein durch Spender aufgebracht, die die Bemühungen des Kunstvereins und des Kuratoriums um die Erneuerung stützen und honorieren wollten.

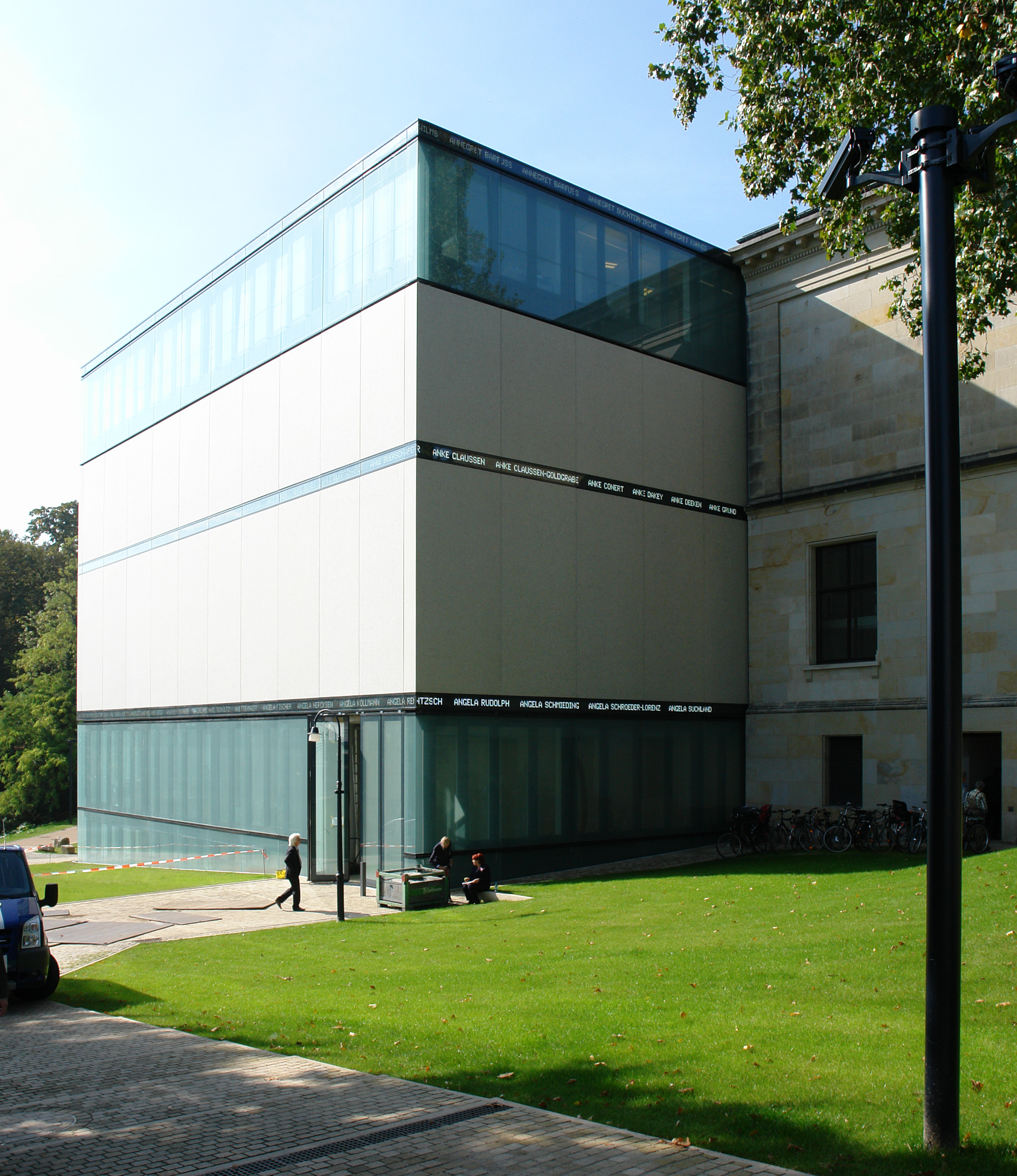
Erweiterungsbau 2011

### Erweiterung bis 2011
Von 2009 bis 2011 wurden nach dem Abriss des Anbaus von 1982, entsprechend den Plänen der Architekten Hufnagel, Pütz und Rafaelian aus Berlin, zwei moderne, kubische Gebäudeflügel mit 5560 m² Bruttogeschossfläche an das alte Hauptgebäude angefügt, um die Ausstellungsflächen zu erweitern. Das Hauptgebäude mit 7410 m² Bruttogeschossfläche wurde modernisiert. Das Projekt sollte rund 30 Millionen Euro kosten. Die Familien Friedrich und Peter Lürßen von der Lürssen Werft sowie die „Karin und Uwe Hollweg-Stiftung“ trugen ein Drittel, die Stadt Bremen und der Bund je ein weiteres Drittel dieser Kosten. Die weiteren Mehrkosten von 3,5 Millionen Euro unter anderem für Gründung und Erdwärmeheizung trug der Kunstverein. Die Kunsthalle wurde am 20. August 2011 wiedereröffnet, die erste Ausstellung nach Beendigung der Umbauarbeiten wurde am 15. Oktober 2011 eröffnet.

### Restitution und Provenienzforschung

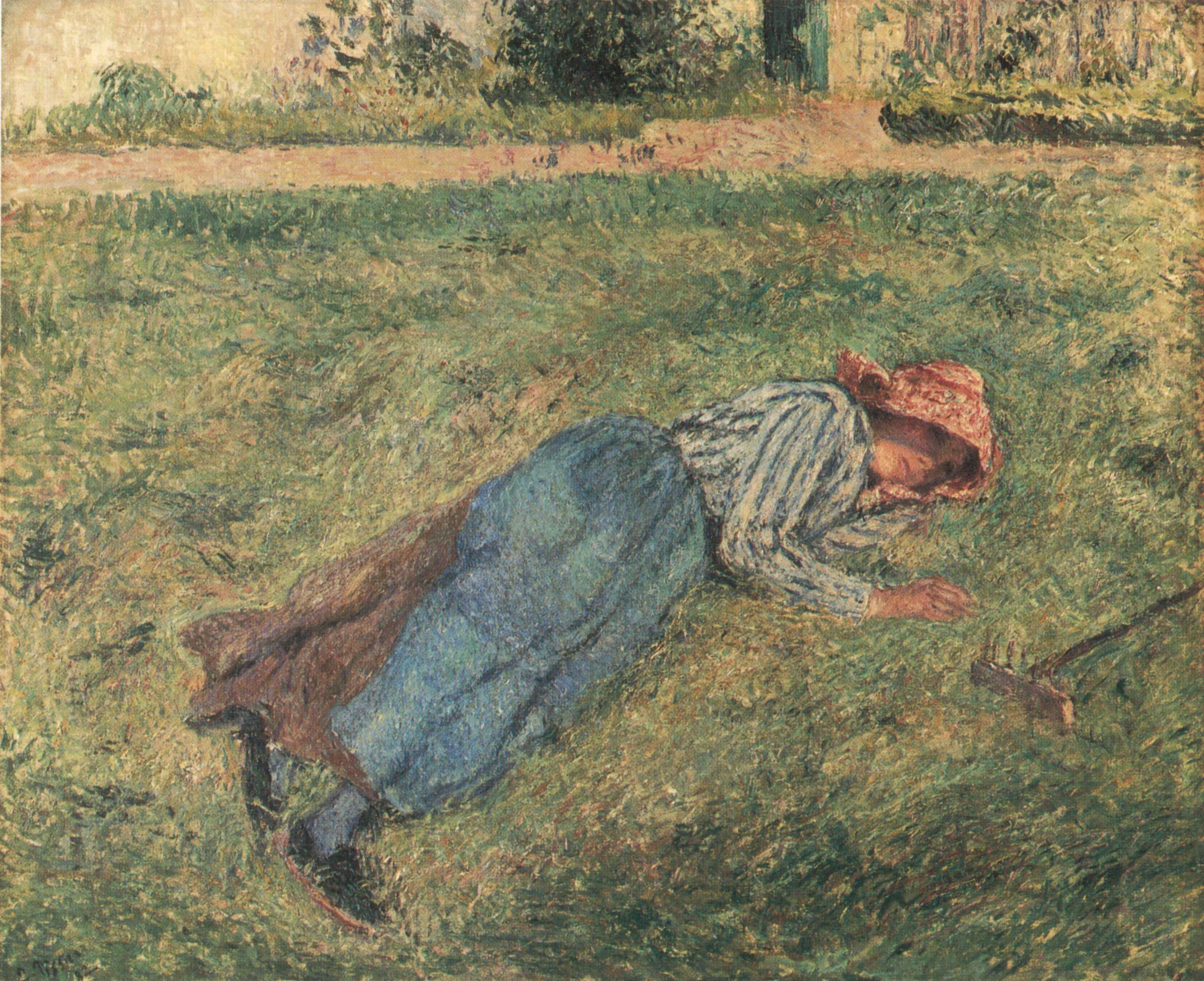
Im Gras liegendes Mädchen (1882)
Camille Pissarro

Ein bekanntes Beispiel für die Provenienzforschung und den Umgang mit Raubkunst in der Kunsthalle Bremen betrifft Camille Pissarros Gemälde Le Repos (1882), auch bekannt als Im Gras liegendes Mädchen. Das Werk, das während des Zweiten Weltkriegs von einer jüdischen Familie unter Zwang verkauft wurde, gehört seit 1967 zur Sammlung der Kunsthalle. Im Jahr 2024 erzielte die Kunsthalle eine Einigung mit der Erbin der ursprünglichen Besitzer, Suzan van den Bergh, die auf eine umfassende Aufarbeitung der Geschichte des Gemäldes drängte.
Die Vereinbarung sieht vor, dass das Gemälde in der Kunsthalle verbleibt, jedoch mit einer neuen Beschriftung, die seine Geschichte während der NS-Zeit erläutert. Zudem wird ein Buch veröffentlicht, das die Geschichte der Familie van den Bergh und ihre Verluste während des Holocausts dokumentiert. Das Buch mit dem Titel The Girl in the Grass: The Tragic Fate of the Van den Bergh Family and the Search for a Painting wurde gemeinsam von der Kunsthalle Bremen und der niederländischen Cultural Heritage Agency gefördert.
Die Vereinbarung wird als beispielhaft für eine gerechte Lösung betrachtet, die sowohl die wissenschaftliche Aufarbeitung als auch die öffentliche Anerkennung der historischen Umstände gewährleistet.

## Leitung

### Direktoren der Sammlung
Der Vorstand erkannte bereits 1887, als man den Erweiterungsbau plante, die Notwendigkeit eines wissenschaftlichen Leiters der Sammlung, der nicht nur die Ausstellungen organisiert, sondern auch durch Vorträge und schriftstellerische Tätigkeit „auf das künstlerische Interesse in unserer Stadt wirkt“.

#### Gustav Pauli, 1899–1914
Gustav Pauli (1866–1938), Sohn des Bremer Bürgermeisters Alfred Pauli, hatte nach seiner Doktorarbeit über die Renaissancebauten in Bremen am Kupferstichkabinett Dresden gearbeitet. Im Sommer 1899 wurde er als erster wissenschaftlicher Mitarbeiter an die Kunsthalle Bremen berufen und wurde dort, nach mehrjähriger Tätigkeit im Vorstand, 1905 ihr erster Direktor.

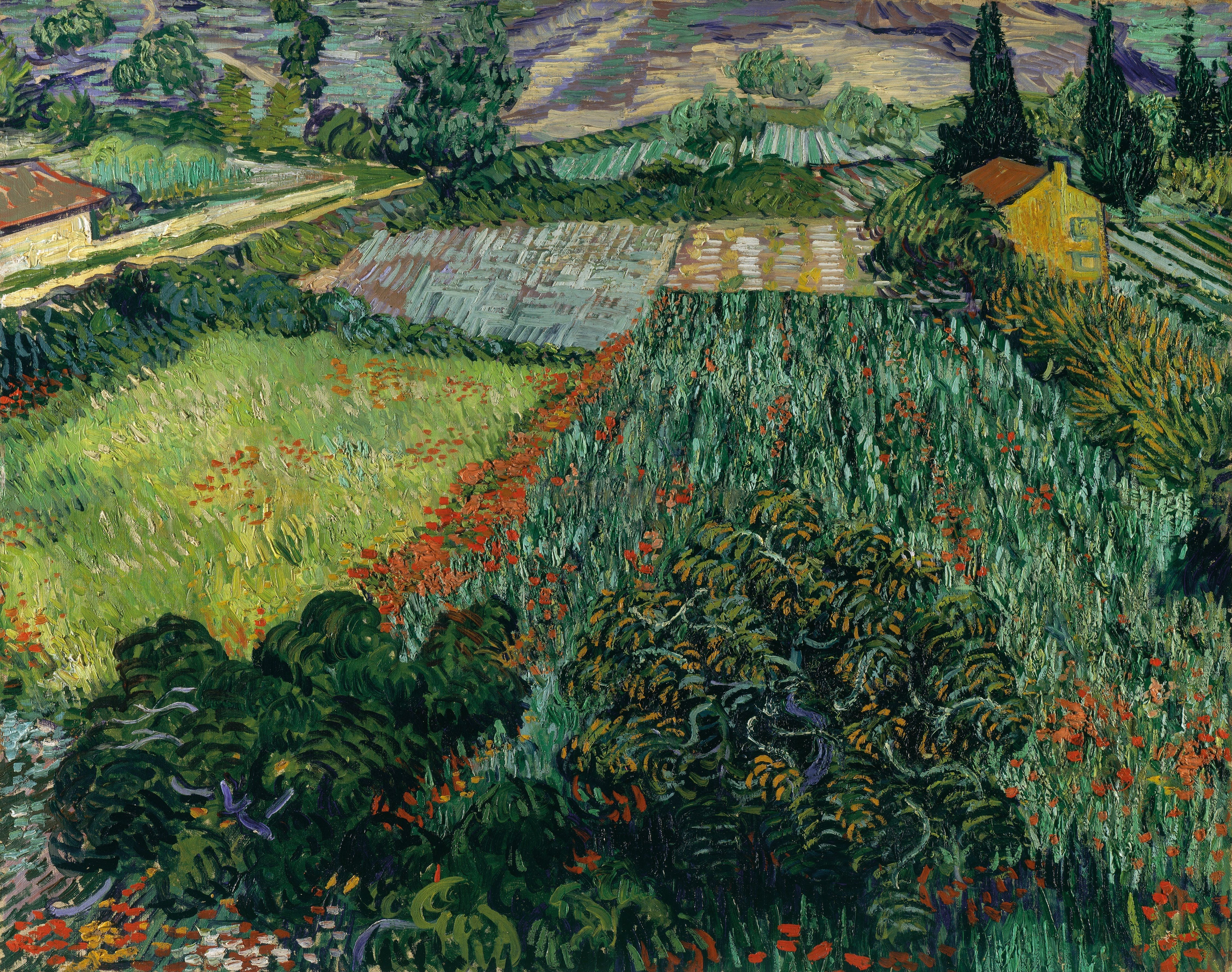
Mohnfeld (1889)
Vincent van Gogh

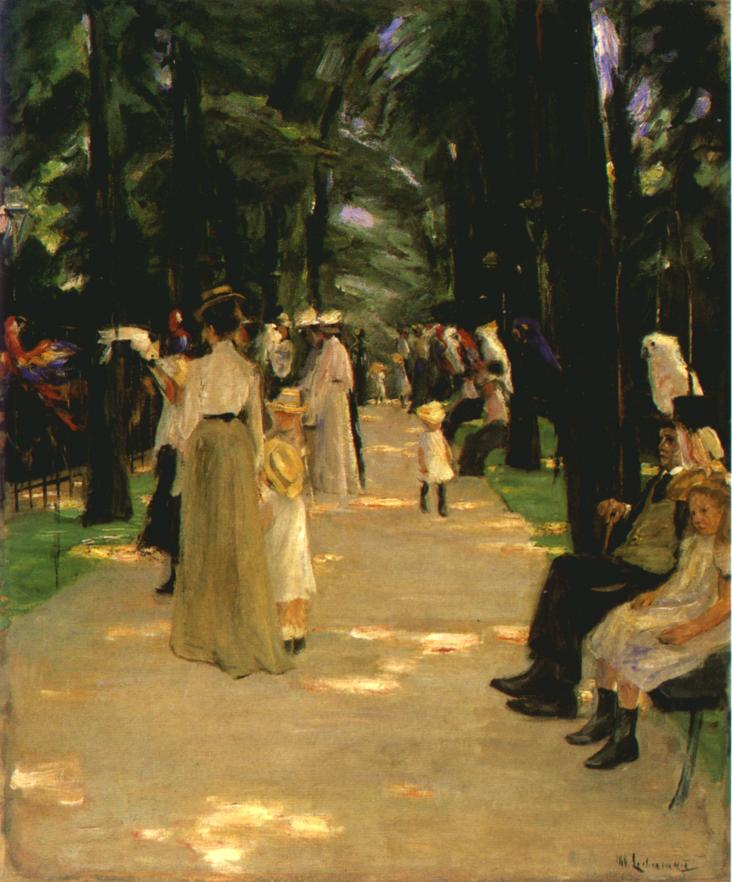
Papageienallee (1905)
Max Liebermann

Pauli machte aus der Kunsthalle eine Galerie moderner Kunst und konzentrierte sich bei seinen Erwerbungen auf die neuesten künstlerischen Strömungen, weil bereits damals die Alten Meister für die Kunsthalle unerschwinglich waren. So setzte er sich für die Worpsweder Maler ein und erwarb Gemälde der damals völlig verkannten Paula Modersohn-Becker, deren erste Einzelausstellung er 1908 veranstaltete. Auch eine Kollektion von Bildern französischer und deutscher Impressionisten brachte er zusammen, sie bilden noch heute den bedeutendsten Schwerpunkt der Sammlung.
Einen Kunststreit unter Malern und Museumsleuten in ganz Deutschland löste 1911 der Ankauf des Gemäldes Mohnfeld von van Gogh aus.
In die Amtszeit Paulis fielen Ankäufe von Werken der Maler Courbet, Corinth, Liebermann, Manet, Paula Modersohn-Becker, Monet, Pissarro, Renoir, Slevogt und van Gogh sowie Stiftungen und Schenkungen der Maler Barlach, Degas, Klinger, Liebermann, Adolph Menzel, Pissarro, Renoir und Toulouse-Lautrec.
Pauli war ein unermüdlicher Mehrer der Sammlung, bearbeitete die Bestände erstmals nach wissenschaftlichen Maßstäben und ordnete die Schauräume neu. 1914 wurde er Direktor der Hamburger Kunsthalle.

#### Emil Waldmann, 1914–1945

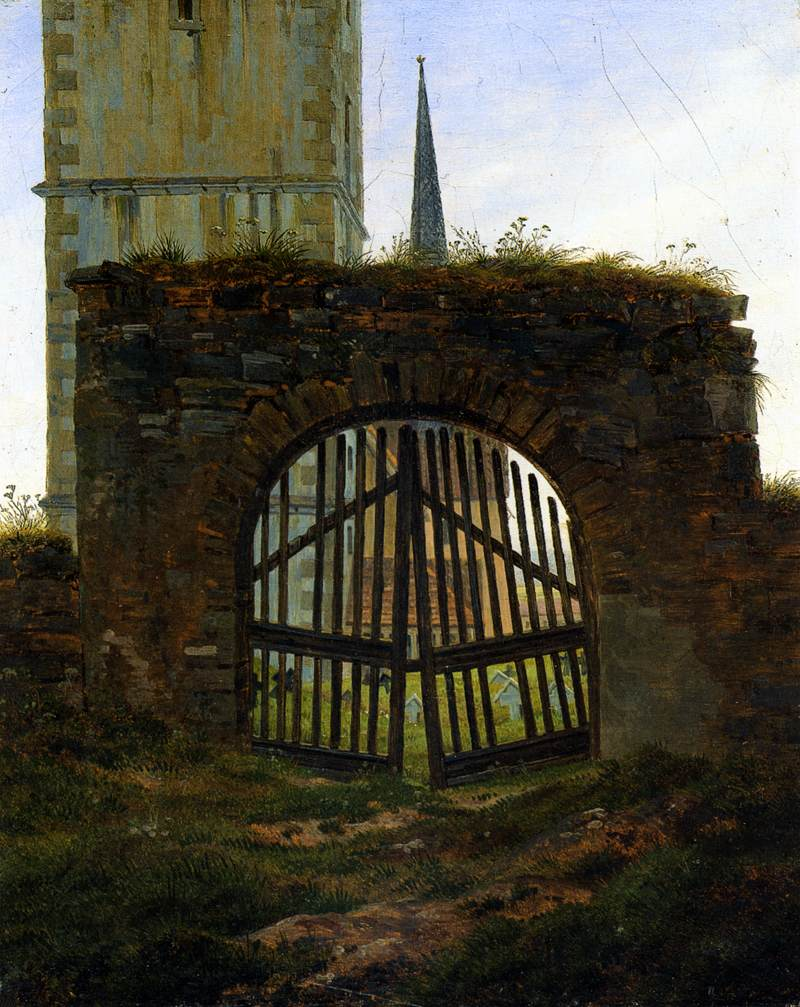
Caspar David Friedrich, Das Friedhofstor

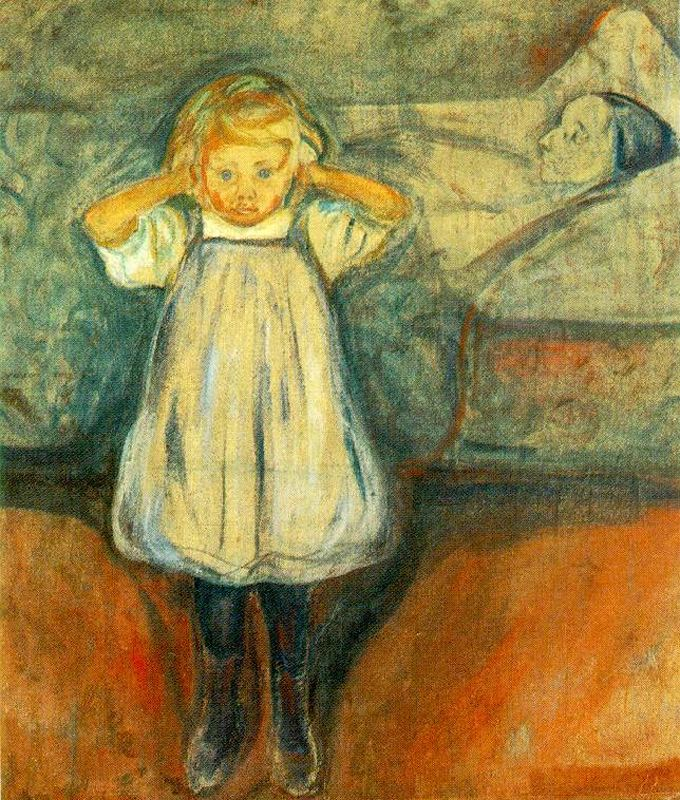
Edvard Munch, Das Kind und der Tod

Emil Waldmann (1880–1945) war nach Studienaufenthalten in Griechenland, Italien und Frankreich 1913/1914 Direktor des Kupferstichkabinett Dresden und nahm 1914, als Nachfolger von Gustav Pauli, die Stelle als Direktor der Kunsthalle Bremen an, deren Sammlung ihm durch seine Assistententätigkeit 1906/1907 bereits vertraut war.
Waldmann, der die Vorliebe Paulis für die deutschen Impressionisten teilte, konnte die Sammlung trotz der wirtschaftlich schwierigen Lage nach dem Ersten Weltkrieg planmäßig ergänzen. Sein Schwerpunkt war die Erweiterung der Kollektion von Meistern des 19. Jahrhunderts, aber er führte die Sammlung auch weiter in die Moderne. Zu seinen bedeutendsten Publikationen gehört die Monographie über die Radierungen und Kupferstiche Albrecht Altdorfers, sein besonderes Interesse galt, ähnlich wie bei Gustav Pauli, der altdeutschen Druckgraphik.
In die Amtszeit Waldmann fielen Ankäufe von Werken der Maler Cézanne, Corinth, Caspar David Friedrich, Heckel, Kokoschka, Georg Kolbe, Lehmbruck, Wilhelm Leibl, Liebermann, Marées, Menzel, Munch, Pechstein, Max Slevogt und Trübner sowie bedeutende Stiftungen und Schenkungen der Maler Courbet, Largillière und 1937 ein großer Teil des umfangreichen Nachlasses von Johann Friedrich Lahmann mit Bildern von Blechen, Carus, Dahl, Gille und Sisley. Als Kustos war in seiner Zeit Wilken von Alten (1885–1944) vor allem für das Kupferstichkabinett zuständig. Nach dem Freitod Waldmanns im März 1945 übernahm der damalige Kustos Günter Busch die wissenschaftliche Leitung der Kunsthalle.

#### Günter Busch, 1945–1984
Der Kunsthistoriker Günter Busch (1917–2009) wurde Anfang 1945 vom Vorstand des Kunstvereins zum Kustos berufen. Nach Waldmanns Tod hatte er auch die wissenschaftliche Leitung inne. Da er bereits sein Volontariat an der Kunsthalle Bremen absolviert hatte, war er mit der Sammlung und dem Hause vertraut und entwickelte die Arbeit seiner Vorgänger folgerichtig in der dritten Generation fort.
Zum kommissarischen Direktor der Kunsthalle wurde, im Einvernehmen mit der amerikanischen Besatzungsmacht, am 1. Oktober 1946 Rudolf Alexander Schröder, der zum 1. April 1950 das Amt niederlegte und zum Ehrenvorsitzenden des Kunstvereins gewählt wurde. Busch trat nun offiziell seinen Dienst als Direktor der Kunsthalle Bremen an. Die Leitmotive seiner Ankaufspolitik waren das von Pauli begründete Sammlungskonzept einer parallelen Darstellung der deutschen und französischen Kunst des 19. Jahrhunderts und die Betonung einer „malerischen“ Malerei.
Nach dem Krieg hatte Busch die schwierige Aufgabe, die Kunstwerke aus den Auslagerungsorten zurückzuholen und Lücken in der Sammlung zu schließen, die durch Zerstörung entstanden waren. Mit den geringen Mitteln des Kunstvereins war Ersatz für die Verluste bei den Alten Meistern und Werken der Expressionisten, die der Aktion „Entartete Kunst“ zum Opfer gefallen waren, nur in beschränktem Maße möglich. So entstand ein Sammlungskonzept aus „Konzentration und Verzicht“, das der Kunsthalle Bremen einige herausragende Werkkomplexe bescherte, die bis heute das besondere Profil der Sammlung prägen.
Unter dem Direktorat von Busch setzte sich auch das großzügige Mäzenatentum fort, das im Kunstverein in Bremen seit seiner Gründung Tradition hat. Einen Höhepunkt erreichten die Schenkungen mit der großen Jubiläums-Stiftung 1973 zum 150-jährigen Bestehen des Kunstvereins. 1984 ging Busch nach fast 40-jähriger Museumstätigkeit in den Ruhestand. 

#### Siegfried Salzmann, 1985–1993
Siegfried Salzmann (1928–1994) studierte in München und Göttingen, wo er 1957 mit einer Arbeit über die Katharinenkirche in Osnabrück promoviert wurde. Sein Volontariat absolvierte er am Städtischen Museum Göttingen, wo er die Skulpturensammlung bearbeitete. Seit 1960 war Salzmann in verschiedenen Funktionen am Aufbau des Lehmbruck-Museums in Duisburg beteiligt, das er von 1971 bis 1984 als Direktor leitete.
Als Salzmann 1985 sein Amt antrat, war die Verschuldung des Kunstvereins durch die Finanzierung eines Anbaus bereits zu einer Existenzgefährdung geworden, so dass die Veräußerung von Kunstwerken zur Entschuldung erforderlich wurde. Gemeinsam mit der Stadt und der Bremer Sparkasse, die ebenfalls Mittel bereitstellten, gelang es bis zum Sommer 1993 die Verschuldung vollständig abzubauen. Auch die Renovierung der Kunsthalle konnte dank Unterstützung der Stadt in den Jahren 1990–1993 in einem ersten Abschnitt durchgeführt werden.
Da die von der Stadt gelegentlich zur Verfügung gestellten Ankaufsmittel praktisch bedeutungslos wurden, war Salzmann vor allem auf das Engagement von Freunden und Förderern des Hauses angewiesen, mit deren Hilfe es ihm gelang eine bedeutende Anzahl von Kunstwerken für die Sammlung zu gewinnen. Sie sind in dem 1993 erschienenen Katalog über die Neuerwerbungen in der Ära Salzmann umfassend dargestellt.
Salzmann widmete einen großen Teil seiner Zeit und Arbeitskraft den Bemühungen um eine Rückführung der 1945 von sowjetischen Truppen aus dem Auslagerungsdepot in Schloss Karnzow geraubten Werke, intensivierte die Öffentlichkeitsarbeit und vernetzte die regionalen Kunstinstitutionen.
Anfang 1992 erkrankte Siegfried Salzmann schwer und trat Ende 1993 in den Ruhestand. Er starb 1994 in Bremen.

#### Wulf Herzogenrath, 1994–2011
Wulf Herzogenrath trat, von der Nationalgalerie Berlin kommend, im September 1994 seinen Dienst an. Erste Akzente setzte er mit der Wiederherstellung der Architektur des ehemaligen „Beckmann-Raumes“ und wenige Monate später erschien eine Publikation zu dem nunmehr Große Galerie genannten größten Saal der Kunsthalle. Zu den bedeutenden Erwerbungen seit dem Amtsantritt von Wulf Herzogenrath gehörten der Video-Synthesizer von Nam June Paik (1969) und der Ton- und Lichtinstallation Essay von John Cage, die ein Kunstfreund der Sammlung schenkte. Er ging im September 2011 in den Ruhestand.

#### Christoph Grunenberg (ab November 2011)
Seit dem 1. November 2011 ist der Kunsthistoriker Christoph Grunenberg neuer Direktor der Kunsthalle Bremen. Zuvor leitete er von 2001 bis Oktober 2011 die Tate Gallery im englischen Liverpool.

### Stellvertretende Direktorin
Stellvertretende Direktorin ist (Stand 2011) die Kunsthistorikerin Dorothee Hansen, die seit 1995 als Kuratorin an der Kunsthalle tätig ist. Sie kuratierte hier zahlreiche Kunstausstellungen, von denen mehrere auch überregionales Interesse fanden. So unter anderem die Van Gogh-Ausstellung von 2002/03, die mit über 320.000 Besuchern zur bislang erfolgreichsten Ausstellung der Bremer Kunsthalle wurde und die darüber hinaus die meistbesuchte Ausstellung in einem Kunstmuseum in den Jahren 2002/2003 in den deutschsprachigen Ländern war.

## Förderer und Stifter
Stiftungen und Mäzenatentum haben eine lange Tradition im Kunstverein und Aufbau und Unterhalt der bedeutenden Sammlungen sowie den Bau der Kunsthalle erst ermöglicht. Diese Tradition hat sich bis heute erhalten und wird ergänzt durch ehrenamtliche Mitarbeit wie dem Museumsshop, der nicht nur eine bedeutende Einnahmequelle darstellt, sondern auch einen Service für die Besucher bietet.
Einen Höhepunkt erreichten die Schenkungen mit der großen Jubiläums-Stiftung 1973 zum 150-jährigen Bestehen des Kunstvereins. Sie repräsentieren die gesamte Spannbreite der Sammlung vom 16. Jahrhundert bis zur Malerei der Gegenwart und sind in einem eigenen Katalog dargestellt worden, deshalb werden hier nur exemplarisch einige Stifter genannt. Die großzügigen finanziellen Zuwendungen für den Erweiterungsbau wurden bereits erwähnt.

### Private Stifter (Auswahl)
Es gab zahlreiche private Sammler, die zum Museumsbestand wertvolle Beiträge leisteten.
- 1899 gründete Gustav Pauli die Vereinigung von Freunden der Kunsthalle, deren Mitglieder mit ihren Jahresbeiträgen von 100 Mark den Kauf von Neuerwerbungen unterstützten.
- Alfred Walter Heymel stiftete das Früchtestilleben von Renoir, das Pastell der Tänzerin von Degas und den Sechskampf auf der Insel Lipadusa von Schnorr von Carolsfeld.
- Berta Biermann und ihr Sohn Leopold Biermann schenkten unter anderem die Kuhhirtin von Max Liebermann und den Schäfer im Sturm von Ernst Barlach.
- Aus dem Nachlass von Wilhelm Albers kam das Familienbildnis von Largillière.
- Aus Carl Schüttes Besitz stammte das Blumenstilleben von Gustave Courbet.
- 1937 kamen aus dem Nachlass des Dresdner Sammlers Friedrich Lahmann (1858–1937) 639 Zeichnungen, 3627 Blatt Druckgrafik und 45 Gemälde, vorwiegend Werke der Romantik, darunter Bilder von Dahl, Carus, Blechen, Gille, aber auch von Sisley.
- Der Bildhauer Hans Wimmer (1907–1992) überließ der Kunsthalle 150 Zeichnungen.
- Der Bildhauer und Zeichner Gustav Seitz (1906–1969) vermachte dem Haus zahlreiche Zeichnungen und Skulpturen
- Aus einer ersten Schenkung des Bildhauers Kurt Reutti und seiner Frau Dore kamen 1967 über 450 Blatt Druckgrafik sowie sämtliche illustrierten Mappenwerke und Bücher Barlachs in die Kunsthalle. In einer zweiten übergaben sie 1975 der Kunsthalle unter anderem 13 Skulpturen von Barlach, so dass sich zusammen mit dem Schäfer im Wind, der schon zu Paulis Zeiten ins Haus gekommen war, ein weiterer Sammlungsschwerpunkt bilden konnte.[8]
- Der Kaufmann Hermann Henrich Meier junior (1845–1905), langjähriger Vorsitzender des Vereins, machte mit seiner berühmten Grafiksammlung die bedeutendste Stiftung. Die ca. 100.000 Blatt umfassende Kollektion enthielt Arbeiten von Goya bis Munch, mit besonderen Schwerpunkten u. a. bei Menzel, Klinger, Pissarro und Toulouse-Lautrec, 1928 kamen noch 24 Gemälde dazu, darunter die Mäuse von Jacques de Gheyn und die Golfspieler von Aert van der Neer.

### Stifter- und Förderkreise
- Der Galerie-Verein ermöglichte unter anderem den Ankauf des Friedhoftores von Caspar David Friedrich
- „Förderkreis für Gegenwartskunst“ im Kunstverein
- Stifterkreis für den „Bremer Kunstpreis“ im Kunstverein, gegründet 1984, umbenannt 1995 für den „Kunstpreis der Böttcherstraße“
- KulturStiftung der Länder

## Der Kunstverein und die Politik

### Bis 1933
1903 wandte sich der Vorstand mit der Bitte um einen jährlichen Zuschuss an den Senat, „damit er im Interesse unserer Bevölkerung, nicht nur in dem seiner Mitglieder, die ihm anvertrauten Sammlungen dauernd und fruchtbringend allen zugänglich machen, vermehren und verwalten könne, eine Aufgabe, die zu erfüllen ihm aus eigenen Mitteln unmöglich ist.“ Und er argumentierte, Bremen sei „der einzige bedeutendere Staat in Deutschland, in welchem die Förderung der bildenden Kunst der Privattätigkeit eines Vereins allein und ohne Staatshilfe überlassen bleibt.“
1904 bewilligte der bremische Senat erstmals einen Zuschuss von 10.000 Mark, der sich 1905 auf 30.000 Mark, 1912 auf 50.000 Mark im Jahr für Verwaltung und Neuerwerbungen erhöhte. Die daran geknüpfte Bedingung, die Sammlungen dauerhaft für alle Bremer und Fremden geöffnet zu halten, deckte sich mit den langjährigen Bestrebungen des Kunstvereins und man engagierte einen Beamten, der im Kupferstichkabinett dem interessierten Besucher graphische Blätter vorlegte. Die Kunsthalle war ein öffentliches Museum geworden, getragen von einem privaten Verein mit finanzieller Hilfe der Stadt.
Nach dem Ersten Weltkrieg und im Zuge der Inflation, die Klugkist- und die Kulenkamp-Stiftung waren verloren, hatte sich die finanzielle Lage des Kunstvereins zugespitzt. So stellte der Verein 1919 beim Senat einen Antrag um Erhöhung des Zuschusses, musste aber schon im folgenden Jahr abermals um Erhöhung bitten, was einen Gegenantrag der Bürgerschaft zur Verstaatlichung der Kunsthalle auslöste. Auf der Grundlage eines Gutachtens, das Waldmann zur Frage nach privater oder staatlicher Trägerschaft bei führenden deutschen Museumsleuten einholte, entschied man sich mit einigen Änderungen für die Beibehaltung des bisherigen Rechtszustandes, den man in einem Staatsvertrag 1921 besiegelte: Der Staat verpflichtete sich darin zu einem jährlich neu zu berechnendem Zuschuss zu den Personal- und Bewirtschaftungskosten und der Kunstverein hatte im Gegenzug die Kunstgegenstände aus dem Besitz des Staates zu bewahren und zu pflegen; außerdem wurden fünf Abgeordnete der Bürgerschaft in den Vorstand entsandt. Damit hatte nun auch der Staat einen festen Anteil an der bis 1904 gänzlich privat finanzierten Kunsthalle.
In weiteren Verträgen 1931 und 1940 wurden ergänzende Vereinbarungen bestätigt, wonach zwar einerseits alle „mit öffentlichen Mitteln von dem Kunstverein erworbene (bzw. künftig zu erwerbende), im Besitze des Kunstvereins befindliche Kunstwerke“ Eigentum der Stadt Bremen sein sollten, andererseits aber dem Kunstverein an allen solchen Kunstwerken jetzt und in der Zukunft ein inhaltlich unbeschränktes Nießbrauchsrecht zustehen solle. Damit wurden alle diese Kunstwerke zu einem dauernden und unveräußerlichen Bestandteil der Sammlungen der Kunsthalle. Die Stellung der Kunsthalle als Bremisches Kunstmuseum wurde dadurch endgültig verfestigt. Insofern kann man den Staatsvertrag von 1921 mit seinen ergänzenden Vereinbarungen mit gutem Grund als die „zweite“ Magna Carta des Kunstvereins ansehen.

### 1933–1945
Das Modell der privaten Trägerschaft konnte sich auch gegen die staatlichen Zugriffe während der Zeit des Nationalsozialismus behaupten. Der Kampfbund für deutsche Kultur, Ortsgruppe Bremen, war bestrebt, die Kunsthalle zu verstaatlichen und zum politischen Instrument zu machen. Um dies zu erreichen, kritisierte er 1933 die Arbeit Waldmanns mit dem Vorwurf der „undeutschen Gesinnung“, der „einseitigen Bevorzugung französischer Kunst“ und „ungenügender Berücksichtigung der heimatlichen, bremischen und nordwestdeutschen Kunst“. Doch Waldmann konnte die Vorwürfe entkräften, indem er belegte, dass die Ankäufe französischer Meister nur einen sehr geringen Teil seiner Erwerbungen ausgemacht hatten.
1934 erzwang der Senat den Rücktritt des langjährigen Vorsitzers Hermann Apelt. An seine Stelle trat der Schulrat Castens, unter dem die „Gleichschaltung“ des Kunstvereins betrieben wurde. Sie äußerte sich in Kleinigkeiten, die jedoch die neue Tonlage unmissverständlich klarmachten. Auf dem Dach errichtete man ein Geländer, damit gefahrlos die Hakenkreuzfahne gehisst werden konnte; den Saal, in dem Munch und die deutschen Expressionisten gezeigt wurden, schloss man mit einem Vorhang, den man mit einem diffamierenden Schild versah: „Ausländer und Moderne“. Außerdem wurde die Galerie neu geordnet: Vier Säle waren nun der nordwestdeutschen Malerei vorbehalten, eine deutliche Aufwertung der „Heimatkunst“.
Im Zuge der Aktion „Entartete Kunst“ mussten 15 Gemälde ins Depot verbannt werden, darunter sämtliche Bilder von Liebermann, aber auch Utrillo und Bonnard. Sie fehlten dann auch im 1939 erschienenen Bestandskatalog, der sozusagen eine „nationalsozialistisch gesäuberte Fassung“ darstellte.

## Sonderausstellungen (Auswahl)

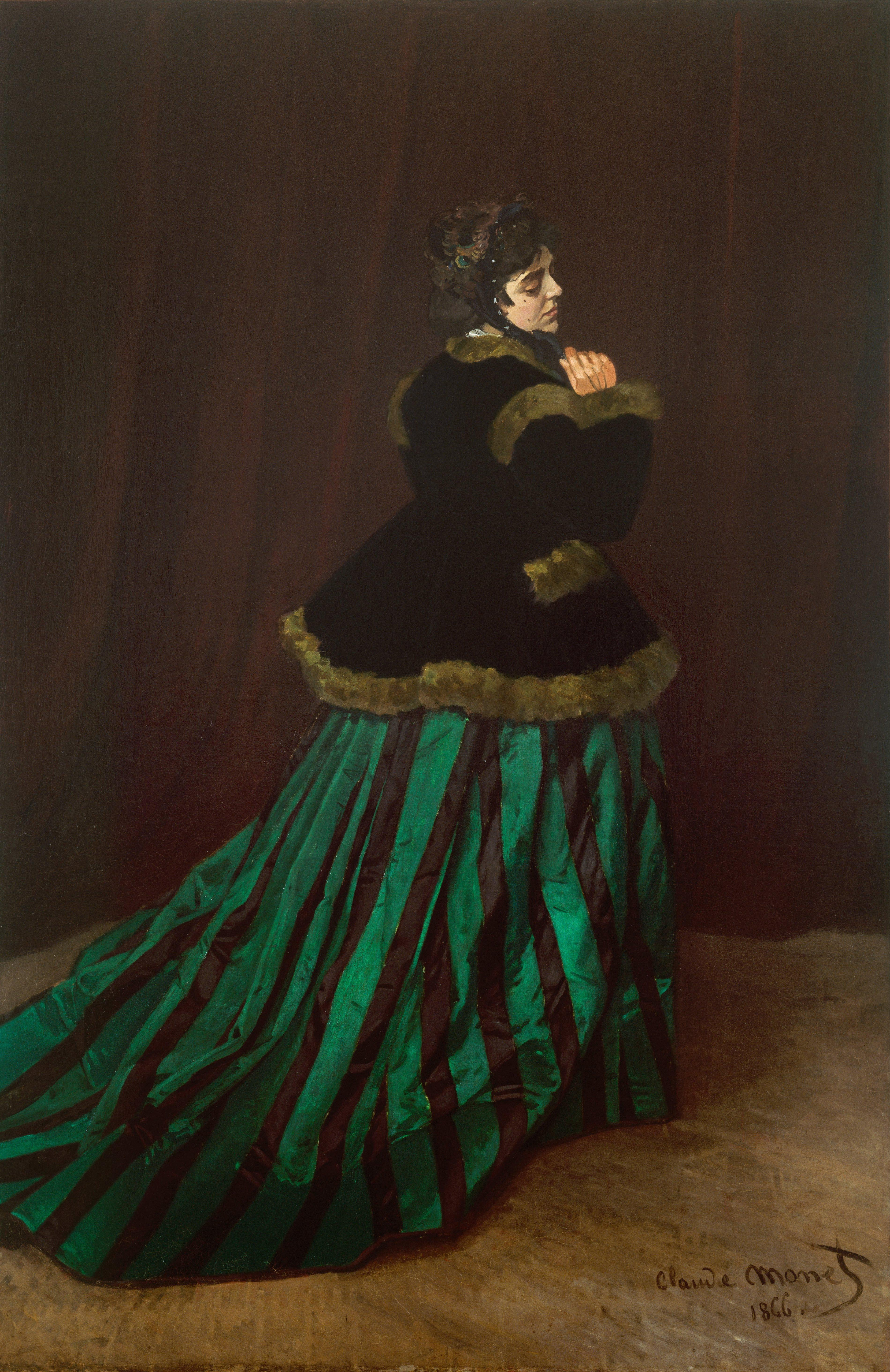
Camille (1866)
Claude Monet

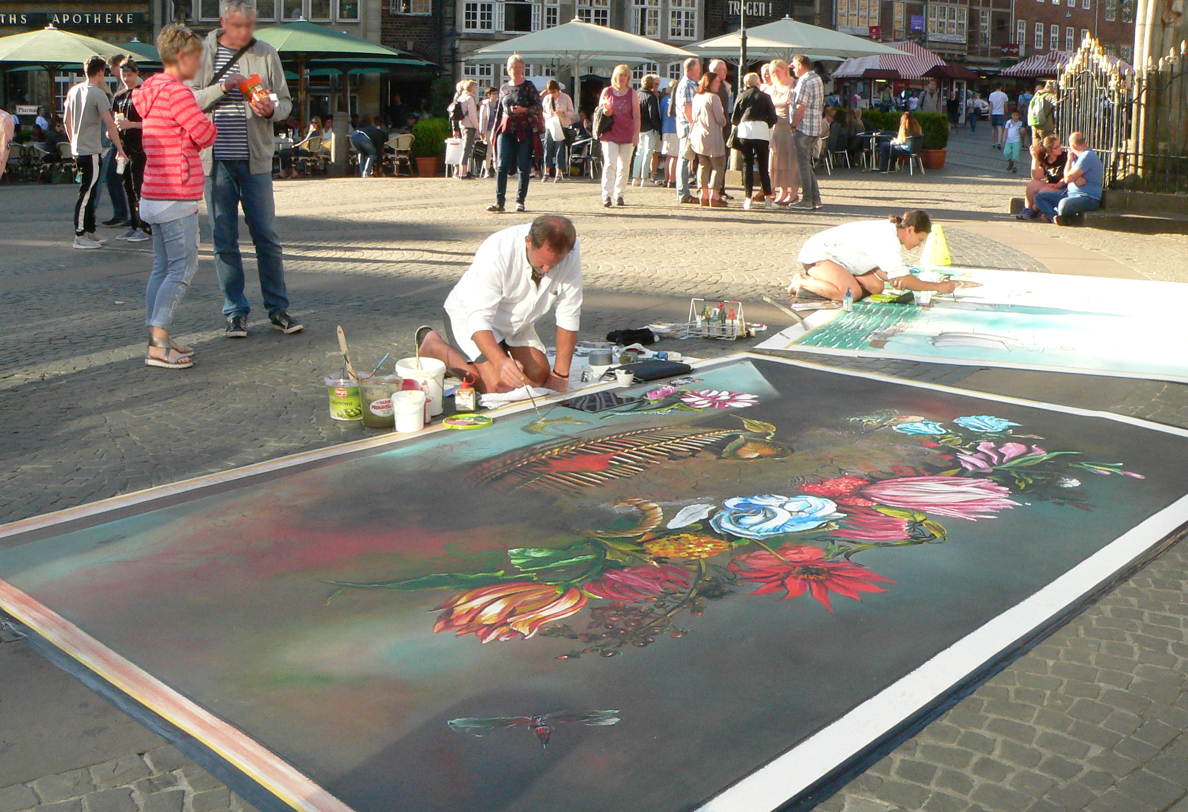
Streetart-Kunstaktion der Kunsthalle als „Ausstellungsmarketing“, hier auf dem Bremer Marktplatz im April 2018

- 25. März 2000 bis 12. Juni 2000: „Der Blaue Reiter“, wobei werbewirksam 40 lebensgroße blaue Pferdeplastiken in der Stadt aufgestellt waren[9]
- 19. Oktober 2002 bis 26. Januar 2003: „van Gogh: Felder – das Mohnfeld und der Künstlerstreit“
- 15. Oktober 2005 bis 26. Februar 2006: „Monet und Camille – Frauenportraits im Impressionismus“

In dieser Ausstellung zeigte die Kunsthalle, ausgehend von dem Werk Camille im grünen Kleid (1866), das die Kunsthalle 1906 ankaufte, das figurative Frühwerk Claude Monets. Neben Werken von Monet waren in der Ausstellung auch Werke von Renoir, Manet, Carolus-Duran, Degas, sowie Fotografien, Modeillustrationen und zeitgenössische Kleidungsstücke ausgestellt. Mit über 230.000 Besuchern, davon über 80 Prozent auswärtige Gäste, steht sie in der Reihe der erfolgreichen Ausstellungen an zweiter Stelle.
- 13. Oktober 2007 bis 24. Februar 2008: „Paula in Paris – Paula Modersohn-Becker und die Kunst in Paris um 1900. Von Cézanne bis Picasso“.[10]
- 29. Juni 2008 bis 5. Oktober 2008: „Über das Wasser – Gustave Caillebotte. Ein Impressionist wieder entdeckt“
- 15. Oktober 2011 bis 26. Februar 2012: „Edvard Munch – Rätsel hinter der Leinwand“. Zeitgleich gab es eine Begleitausstellung von Künstlern des Blaumeier-Ateliers mit dem Titel „Der letzte Schrei“[11][12]
- 20. Oktober 2012 bis 17. Februar 2013: „Friedensreich Hundertwasser: Gegen den Strich. Werke 1949 bis 1970“
- 13. April bis 11. August 2013: „WOLS. Die Retrospektive.“ Erste große Ausstellung seit 25 Jahren zum 100. Geburtstag des Künstlers. Die Ausstellung ging anschließend nach Houston, USA (Menil Collection).
- 22. Februar bis 22. Juni 2014: „Sylvette, Sylvette, Sylvette. Picasso und das Modell“.
- 7. Februar bis 31. Mai 2015: „Émile Bernard – Am Puls der Moderne“.
- 22. Oktober 2016 bis 26. Februar 2017: „Max Liebermann. Vom Freizeitvergnügen zum modernen Sport“.
- 2017: „Im Zeichen der Lilie. Französische Druckgrafik zur Zeit Ludwigs des XIV.“ Katalog.
- 2017: „Fernando Bryce. Unvergessenes Land“
- 2017: „Der blinde Fleck. Bremen und die Kunst in der Kolonialzeit“
- 2017/2018: „Max Beckmann. Welttheater“ (anschließend in Potsdam, Museum Barberini)
- 7. März bis zum 1. Juli 2018: „Kühles Licht und weite See. Niederländische Meisterzeichnungen und ihre Restaurierung“
- 7. April bis zum 26. August 2018: „Tulpen, Tabak, Heringsfang. Niederländische Malerei des Goldenen Zeitalters“
- August bis November 2018: „Programmierte Kunst. Frühe Computergrafik“[13]
- 23. März bis zum 1. September 2019: Tierischer Aufstand. 200 Jahre Bremer Stadtmusikanten in Kunst, Kitsch und Gesellschaft[14]
- 23. Oktober 2021 bis zum 27. Februar 2022:  Manet und Astruc, Künstlerfreunde Ausgehend vom Gemälde Bildnis des Dichters Zacharie Astruc werden Werke von Édouard Manet, Zacharie Astruc und deren Umfeld gezeigt.
- 6. Juli bis zum 6. November 2022: Manns-Bilder. Der männliche Akt auf Papier
- 26. November 2022 bis 2. April 2023: Sunset. Ein Hoch auf die sinkende Sonne
- 9. März bis 14. Juli 2024: Wild! Kinder – Träume – Tiere – Kunst

## Fachbibliothek
Seit 1849 besitzt die Kunsthalle eine eigene kunstwissenschaftliche Fachbibliothek, heute (2017) mit einem Bestand von knapp 95.000 Bänden. Zur Bibliothek gehören eine umfangreiche Sammlung an Werkverzeichnissen, Auktions-, Ausstellungs- und Sammlungskatalogen sowie illustrierte Bücher des 15. bis 20. Jahrhunderts.

## Filme
- Kunsthalle Bremen und Paula Modersohn-Becker-Museum (= Museums-Check. Folge 42). Reportage, 30 Min., Moderation: Markus Brock, Produktion: 3sat. Erstausstrahlung: 18. Dezember 2016.[15]

## Hörbuch
- Camille Monet und die Anderen – Die Modelle der Impressionisten. Der Sprachraum, Berlin 2005, ISBN 3-936301-06-9.